# Tempelská synagoga (Krakov)
Nová krakovská synagoga – tzv. Templ – je jednou z mnoha synagog v krakovské čtvrti Kazimierz.
Postavena byla v letech 1860 až 1862, navrhl ji architekt Ignacy Hercok. V dobách druhé světové války, která byla k židům obzvláště krutá, sloužila jako sklad. Po osvobození země však začala opět fungovat tak, jak byla navržena. Modlitby se zde konaly pravidelně až do roku 1985. Mezi lety 1995 a 2000 prošla synagoga rekonstrukcí. I v dnešní době slouží věřícím, avšak již v nesrovnatelně menším rozsahu, než v časech předválečných.

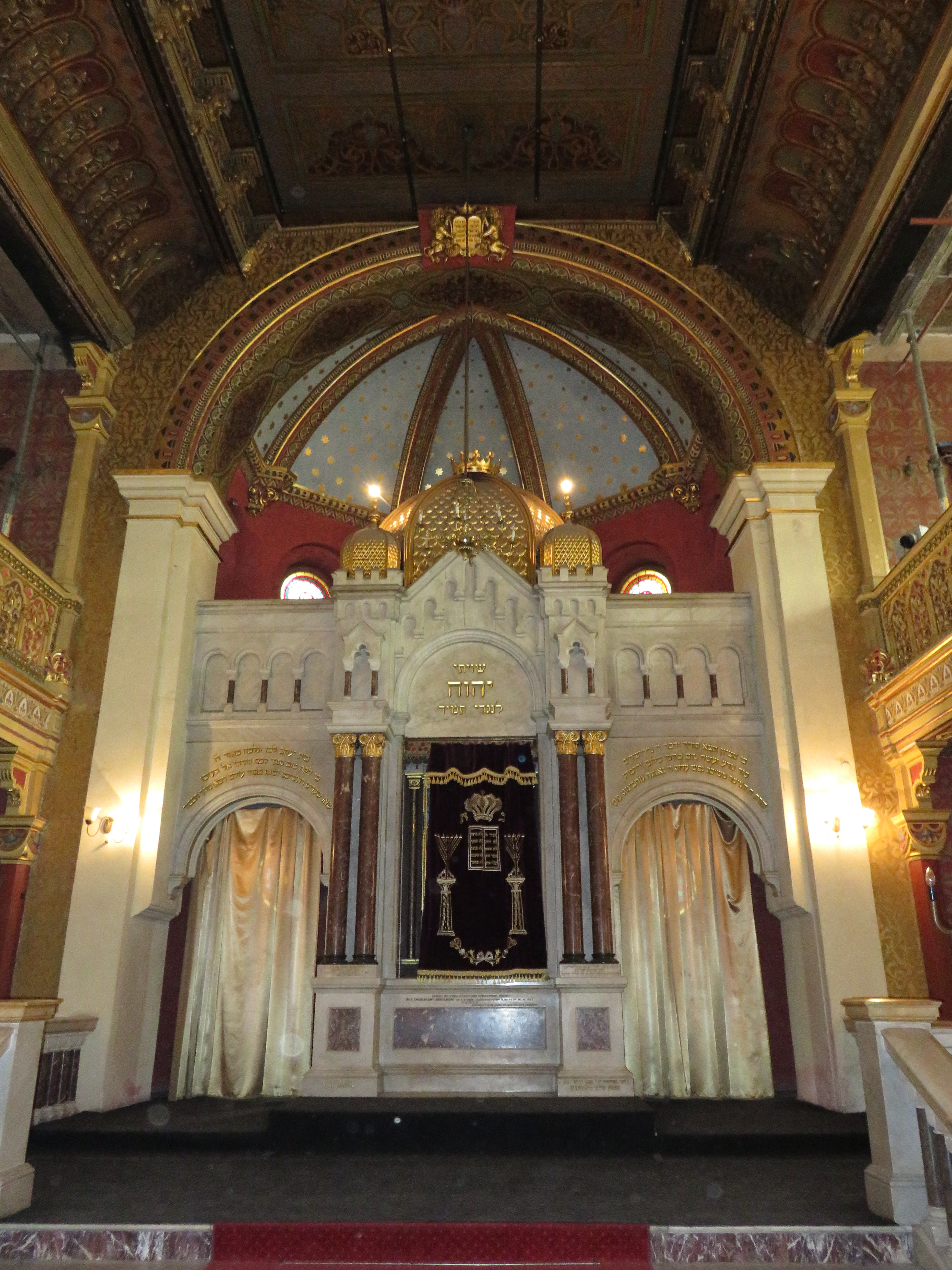
Interiér synagogy